# Składowa jedynki
Składowa jedynki – dla danej grupy topologicznej {\displaystyle G} składowa spójności {\displaystyle G_{0}} zawierająca jedynkę grupy. Podobnie drogowa składowa jedynki grupy topologicznej {\displaystyle G} jest drogowa składowa spójności grupy {\displaystyle G} zawiera element neutralny grupy.

## Własności
Składowa jedynki {\displaystyle G_{0}} jest domkniętą podgrupą normalną grupy {\displaystyle G.} Domkniętość wynika z faktu, iż składowe są zawsze domknięte. Jest ona podgrupą, ponieważ mnożenie i odwrotność są odwzorowaniami ciągłymi. Co więcej, dla każdego ciągłego automorfizmu {\displaystyle a} grupy {\displaystyle G} zachodzi
{\displaystyle a(G_{0})=G_{0},}
skąd wynika, że normalność {\displaystyle G_{0}} w grupie {\displaystyle G.}
Składowa spójności {\displaystyle G_{0}} nie musi być zbiorem otwartym w {\displaystyle G.} Istotnie, może być {\displaystyle G_{0}=\{e\},} kiedy to {\displaystyle G} jest całkowicie niespójna. Jednakże składowa jedynki przestrzeni lokalnie drogowo spójnej (na przykład grupy Liego) jest zawsze otwarta, ponieważ zawiera drogowo spójne otoczenie zbioru {\displaystyle \{e\};} jest to więc zbiór otwarto-domknięty.
Drogowa składowa jedynki może być w ogólności mniejsza niż składowa jedynki (ponieważ drogowa spójność jest warunkiem silniejszym niż spójność), jednakże pokrywają się one, gdy {\displaystyle G} jest lokalnie drogowo spójna.

## Grupa składowych
Grupa ilorazowa {\displaystyle G/G_{0}} nazywana jest grupą składowych grupy {\displaystyle G.} Jej elementami są po prostu spójne składowe {\displaystyle G.} Grupa składowych {\displaystyle G/G_{0}} jest ona dyskretna wtedy i tylko wtedy, gdy {\displaystyle G_{0}} jest otwarta. Jeżeli {\displaystyle G} jest afiniczną grupą algebraiczną, to {\displaystyle G/G_{0}} jest w istocie grupą skończoną.
Można podobnie zdefiniować drogową składową grupy jako grupę składowych drogowych (iloraz grupy przez drogową składową jedynki); w ogólności grupa składowych jest ilorazem grupy składowych drogowych, ale jeśli {\displaystyle G} jest lokalnie drogowo spójna, to grupy te pokrywają się. Grupę składowych drogowych można scharakteryzować jako zerową grupę homotopii, {\displaystyle \pi _{0}(G,e).}

## Przykłady
- Grupa niezerowych liczb rzeczywistych z mnożeniem {\displaystyle (\mathbb {R} ^{*},\cdot )} ma dwie składowe, przy czym grupą składowych jest {\displaystyle {\bigl (}\{1,-1\},\cdot {\bigr )}.}
- Niech dana będzie grupa elementów odwracalnych {\displaystyle U} pierścienia liczb podwójnych. W zwyczajnej topologii płaszczyzny {\displaystyle \{z=x+jy\colon x,y\in \mathbb {R} \}} grupa {\displaystyle U} rozpada się na cztery składowe oddzielone prostymi {\displaystyle y=x} oraz {\displaystyle y=-x,} gdzie {\displaystyle z} nie ma odwrotności. Wówczas {\displaystyle U_{0}=\{z\colon |y|<x\}.} w tym przypadku grupa składowych {\displaystyle U} jest izomorficzna z grupą czwórkową Kleina.